# Isabella Melo
Isabella Melo Assis Costa (Recife, 18 de abril de 1993) é uma modelo brasileira.
Começou a trabalhar cedo: aos 15 já estava dando os primeiros passos em passarelas nacionais. Com um rosto marcante, logo ganhou projeção internacional. Foi recordista de trabalhos em 2012 nas Semanas de Moda de Nova York, Londres, Milão e Paris com 53 desfiles, para marcas como Chanel, Dolce & Gabbana e Lacoste.

## Carreira
Isabella Melo já trabalhou para marcas renomadas como Givenchy, Chanel, Emporio Armani, Giorgio Armani, Just Cavalli, Dolce & Gabbana, Kenzo, Oscar De La Renta, entre muitas outras.